# Uniejów
Uniejów – miasto położone nad Wartą w województwie łódzkim, w powiecie poddębickim, siedziba gminy miejsko-wiejskiej Uniejów. W latach 1975–1998 miasto administracyjnie należało do województwa konińskiego. Uniejów leży w historycznej ziemi sieradzkiej. Był miastem duchownym arcybiskupstwa gnieźnieńskiego w powiecie szadkowskim województwa sieradzkiego w końcu XVI wieku.
Do miasta należą dwie dawne miejscowości: Budy Uniejowskie oraz Kościelnica, które obecnie stanowią jego części.
Według danych GUS z 31 grudnia 2019 r. miasto liczyło 3000 mieszkańców.

## Uzdrowisko

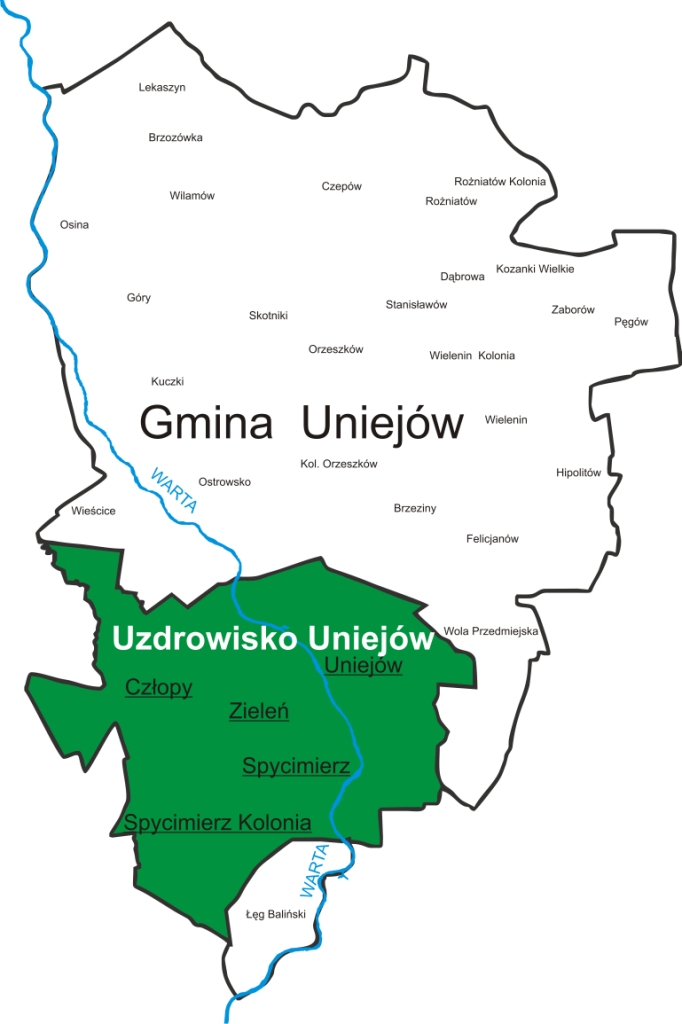
Obszar uzdrowiska Uniejów

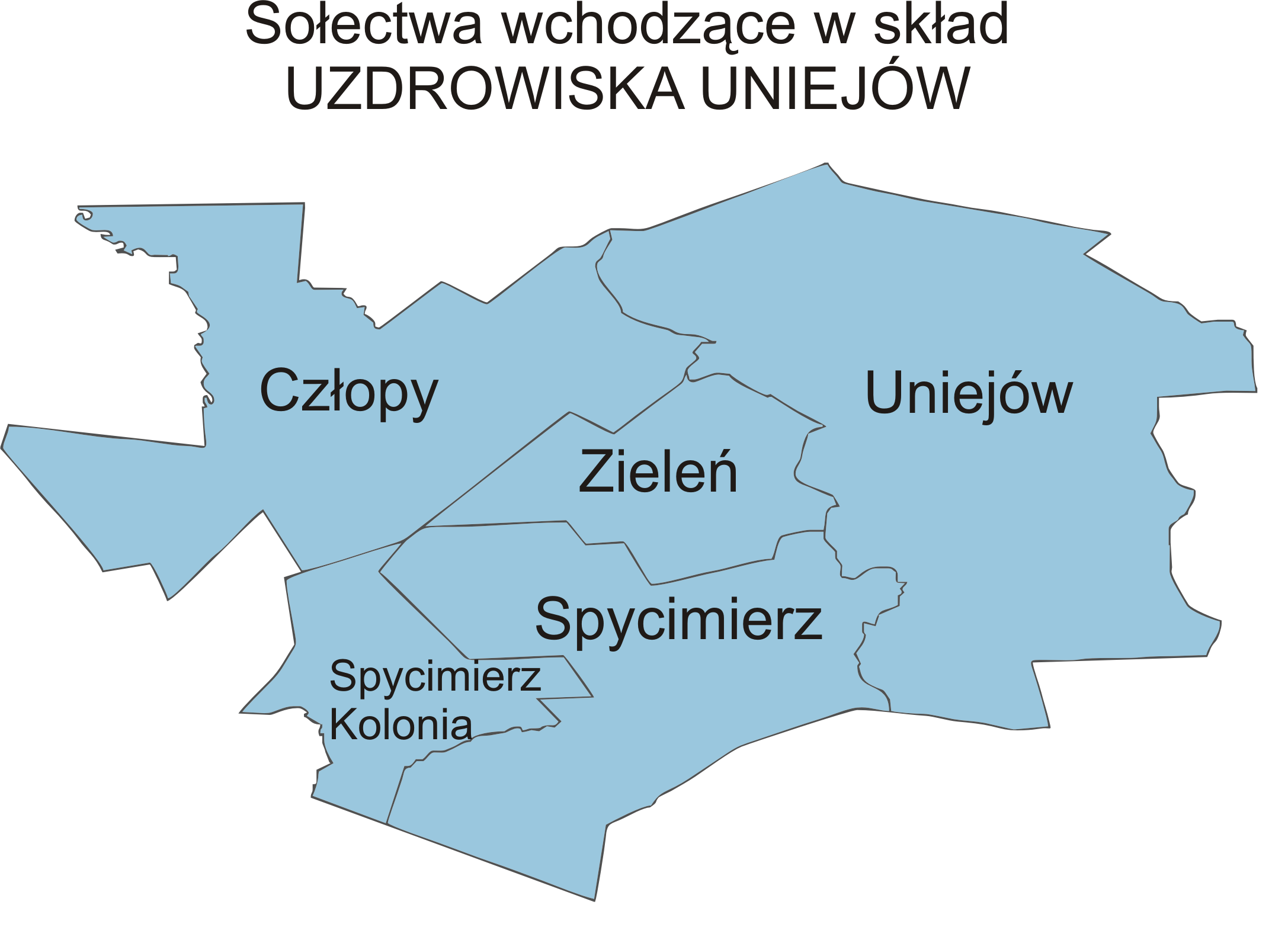
Sołectwa wchodzące w skład Uzdrowiska Uniejów

Miasto, jak i cała gmina, ma charakter turystyczny. W 2008 roku otwarto Termy Uniejów z gorącymi solankami leczniczymi. Kompleks składa się z trzech obiektów: basenów, gastronomii oraz kasztelu rycerskiego. Co roku odbywa się tu wielki turniej rycerski oraz jarmark średniowieczny. 26 maja 2012 roku otwarto nowy obiekt, w którym znajdują się baseny kryte, baseny otwarte oraz zespół odnowy biologicznej.
Od roku 2012 miasto posiada status miejscowości uzdrowiskowej. Podstawą do nadania statusu uzdrowiska były właściwości miejscowych ciepłych wód leczniczych, zawierających m.in. siarkę, radon, fluor, chlorki miedzi i żelaza, związki kwasu metakrzemowego oraz jod, którego zawartość jest taka, jak w Bałtyku.

## Historia
Początki miasta datowane są na XI wiek, jednak pierwsze zachowane wzmianki o Uniejowie pochodzą z wieku XII. W 1136 roku miejscowość wymieniona została jako Unieievo w liczbie włości arcybiskupstwa gnieźnieńskiego; w bulli gnieźnieńskiej papieża Innocentego. Początkowo była osiedlem miejskim, a dopiero około 1285 roku nastąpiło nadanie jej praw miejskich. W latach 1331 i 1339 Uniejów został zniszczony przez Krzyżaków. W 1357 roku jako miasto we fragmencie civitatem Uneyow cum foro et villaeidem coniuncta dicta Koscelna wes wymienia po łacinie Kodeks dyplomatyczny Wielkopolski. W 1376 roku w Uniejowie odbywa się pierwszy synod duchowieństwa polskiego.
W XIV–XV wiek w Uniejowie znajdowała się rezydencja arcybiskupów gnieźnieńskich. W 1492 roku zamek oraz miasto złupił Kuśmider Gruszczyński. Na początku XVI wieku Uniejów składał się z trzech części: starego miasta z rynkiem, kolegiatą oraz kościołem św. Mikołaja, które w tym czasie otoczone było wałem, fosą i bramami, z przedmieścia zwanego Kościelna wieś oraz nowego miasta rozciągającego się od strony wsi Ostrowska ku zachodowi. Części te w jeden organizm miejski o nazwie Uniejów zjednoczył arcybiskup Jan Łaski aktem z 23 sierpnia 1520 roku.
Na przełomie XV–XVI wieku Uniejów był dobrze rozwijającym się miastem o charakterze rzemieślniczo-handlowym. Istniało tu kilka cechów, m.in.: cech kuśnierzy, tkaczy, szewców, krawców czy piwowarów. W 1552 roku przedmieście miasta zwane po łacinie Villa templi (pol. Kościelna wieś) miała 16 osad rozciągających się na 16 łanach oraz 2 łany sołtysie. W 1563 roku w mieście pracowało 90 rzemieślników. Uniejów płacił wówczas do skarbca królewskiego 96 florenów szosu.
W 1656 miasto zostało splądrowane przez wojska szwedzkie w czasie potopu szwedzkiego, a także odniosło zniszczenia w 1666 roku w czasie rokoszu Lubomirskiego. W 1704 roku pod Uniejowem obozowała konfederacja wielkopolska. W tym samym roku Uniejów został zdewastowany przez stronników Augusta II. W latach 1632, 1736, 1790 i 1816 miasto ucierpiało również przez pożary, które zniszczyły drewnianą w większości zabudowę.
Do II rozbioru Polski w granicach administracyjnych województwa sieradzkiego. Od 1793 po II rozbiorze Polski miasto znalazło się w zaborze pruskim w granicach Królestwa Prus. W 1807 w granicach Księstwa Warszawskiego, a od 1815 – miasto w granicach Królestwa Polskiego. Po upadku powstania listopadowego miejscowość wraz z całym królestwem znalazło się pod zaborem rosyjskim.

### Królestwo Polskie
W 1827 roku miasteczko liczyło 134 domy zamieszkane przez 1431 mieszkańców. W roku 1836 dobra uniejowskie wraz z zamkiem otrzymał rosyjski generał, szef sztabu feldmarszałka Iwana Dybicza – Karol von Toll, w nagrodę za znaczny współudział w rozbiciu powstańczych wojsk polskich podczas powstania listopadowego w bitwie pod Ostrołęką w 1831 r.; w jego imieniu dobrami zarządzał syn Aleksander. Uniejów i dobra klucza uniejowskiego były własnością Tollów aż do 1919 r., kiedy to zostały upaństwowione.
W 1870 Uniejów wraz z wieloma innymi polskimi miastami został pozbawiony praw miejskich w ramach rosyjskich represji za powstanie styczniowe. Prawa te odzyskał dopiero po odzyskaniu przez Polskę niepodległości.
Pod koniec XIX wieku miejscowość wymienia Słownik geograficzny Królestwa Polskiego. W mieście znajdowały się wówczas murowany kościół kolegiacki oraz drugi drewniany, murowana synagoga, przytułek dla 13 starców, sąd gminny okręgowy II, szkoła początkowa, urząd gminy z kasą pożyczkową, stacja pocztowa i telegraficzna, biuro rejenta, apteka, browar, wytwórnia octu, olejarnia, 9 wiatraków, garbarnia oraz farbiarnia przędzy i tkanin. Uniejów liczył wówczas 173 domy, w których mieszkało 3133 mieszkańców z czego 1300 wyznawało judaizm, a 114 protestantyzm.
W 1905 roku w mieście wybuchły protesty przeciwko rusyfikacji oświaty. W 1918 roku nastąpił powrót miasta w granice niepodległej Polski. W 1919 roku Uniejów ponownie uzyskał prawa miejskie. W okresie międzywojennym w mieście były czynne m.in.: 3 młyny i cegielnia.

### II wojna światowa
Po wybuchu II wojny światowej w okolicy miasta miały miejsce walki polsko-niemieckie o przeprawę na Warcie oraz liczne ofiary wśród ludności cywilnej. Pod koniec 1939 miasto znalazło się w granicach III Rzeszy, w tzw. Kraju Warty (Warthegau). Niemcy przemianowali miejscowość na Brückstadt i wysiedlili z niego ludność polską do Generalnego Gubernatorstwa. W 1940 roku Niemcy utworzyli tzw. otwarte getto dla żydowskich mieszkańców Uniejowa. 10 października 1941 getto zlikwidowano a Żydów przewieziono do getta w Czachulcu. Podczas niemieckiej okupacji do 1942 Niemcy wymordowali również całą społeczność żydowską, a stamtąd do obozu zagłady Kulmhof w Chełmnie nad Nerem. 19 stycznia 1945 roku oddziały 1 Brygady Pancernej 8 Gwardyjskiego Korpusu Zmechanizowanego 1 Frontu Białoruskiego zdobyły miasto.

### Okres powojenny
Krótko po wojnie Uniejów przejściowo nie został zaliczony do miast według urzędowego wykazu miast i gmin z 28 lipca 1945.
W okresie PRL-u w mieście powstał m.in.: oddział Zakładów Przemysłu Odzieżowego im. Adama Próchnika w Łodzi (wytwórnia bielizny pościelowej), oddział Zakładu Przemysłu Pończoszniczego „Sandra” w Aleksandrowie Łódzkim, Miejsko-Gminny Ośrodek Kultury oraz baza maszynowa Spółdzielni Kółek Rolniczych.
W 2012 roku rozporządzeniem premiera RP Uniejów wraz z sołectwami Spycimierz, Spycimierz-Kolonia, Zieleń i Człopy otrzymał status uzdrowiska

## Demografia
Piramida wieku mieszkańców Uniejowa w 2014 roku.

## Gospodarka
Pod koniec XIX wieku w miejscowości znajdowały się zakłady oraz fabryki przemysłowe w tym: fabryka octu, olejarnia, 9 wiatraków zbożowych, garbarnia oraz farbiarnia. Rozwijało się również rzemiosło. W mieście pracowało 80 szewców, 26 krawców, 22 stolarzy, 10 piekarzy, 8 rzeźników, 8 garncarzy oraz 5 kowali.

## Zabytki

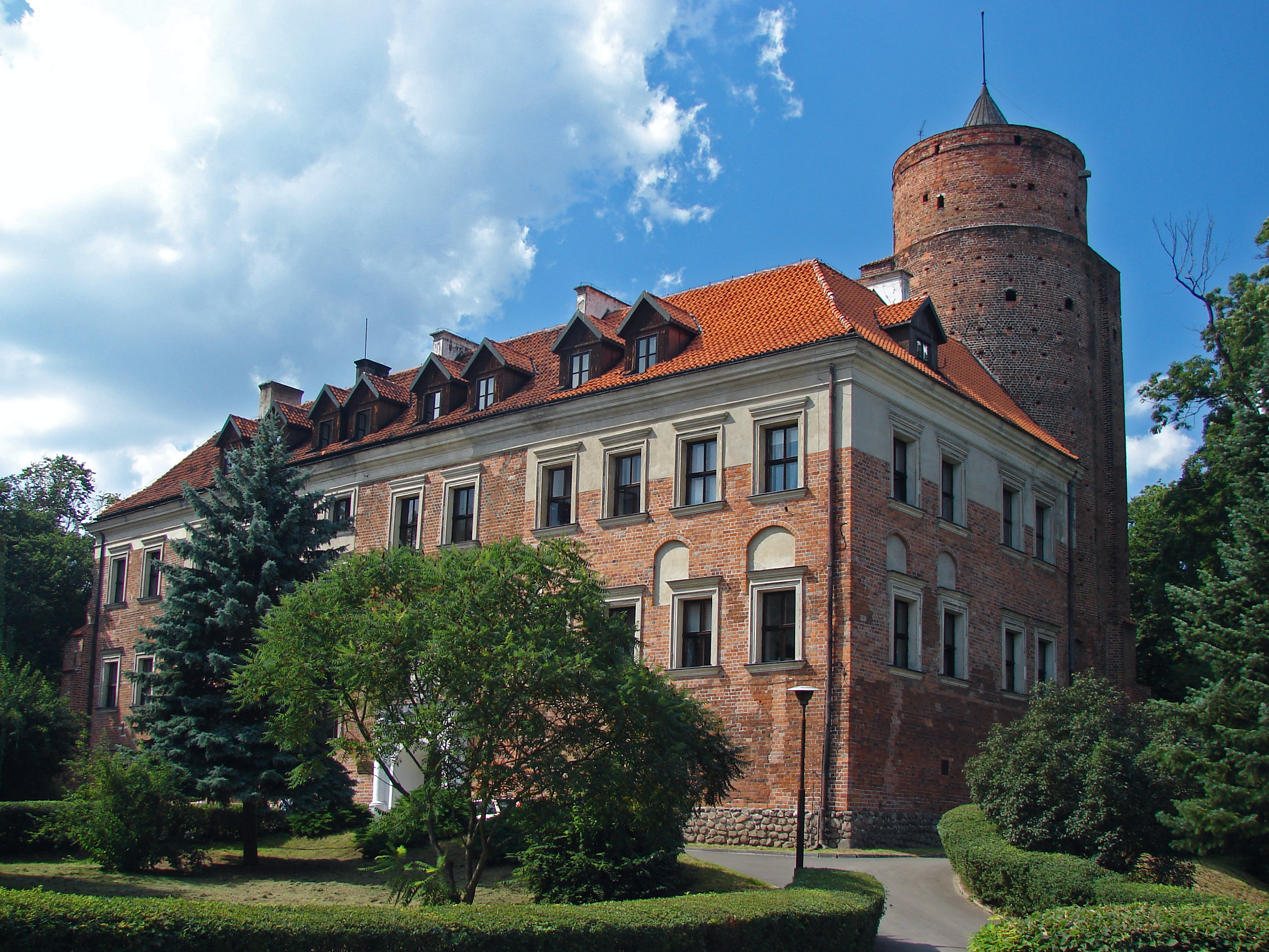
Zamek w Uniejowie

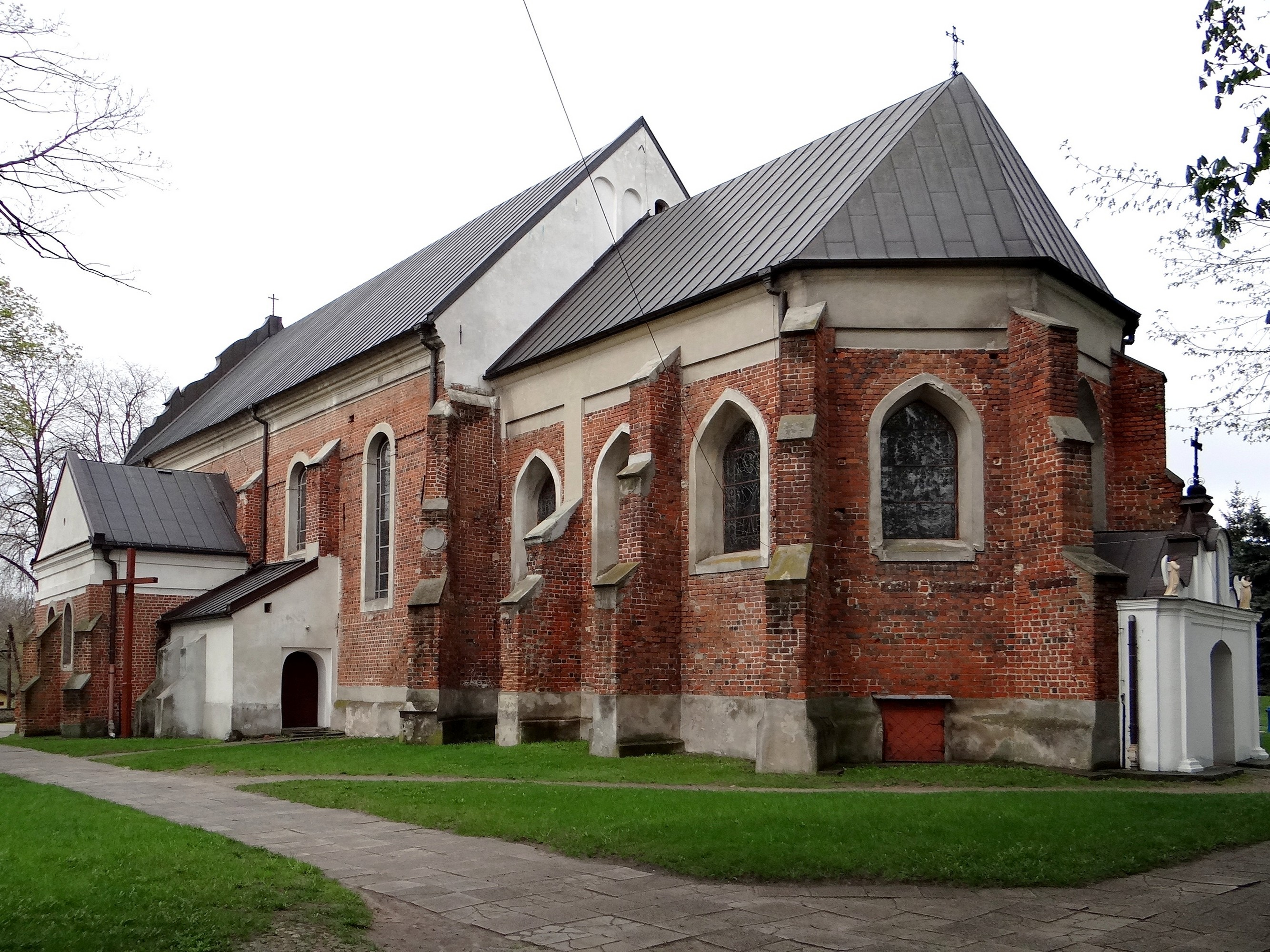
Kolegiata Wniebowzięcia Najświętszej Marii Panny w Uniejowie

Według rejestru zabytków NID na listę zabytków wpisane są 4 obiekty:
- gotycki kościół kolegiacki Wniebowzięcia NMP (budowany w latach 1342–1349, konsekrowany 1365), nr rej.: Kl.IV-73/89/53 z 22.12.1953, 104 z 21.10.1967, 245/104 z 14.09.2001
- zamek, obecnie hotel z XIV w., nr rej.: 714 z 21.10.1967
- park krajobrazowy przy zamku, 2 poł. XIX w., nr rej.: A-481/222 z 19.08.1992
- dwór, ul. Kościelnicka, ok. 1845, nr rej.: 360/102 z 10.08.1984, 360/102 z 28.12.1984

Pomiędzy rynkiem a kolegiatą znajduje się wzniesiona w 1901 roku, wolno stojąca neobarokowa wieża kościelna. Zbudowana jest z czterech kondygnacji rozdzielonych gzymsami, posiada zegar. Wieża ma 25 m wysokości. Autor projektu jest nieznany.
Na miejscowym cmentarzu rzymskokatolickim znajduje się pomnik Teofila Pieczyńskiego (zm. w 1898 w Czepowie) – właściciela dóbr Czepów. Na obelisku umieszczono tondo z rzeźbiarskim wizerunkiem zmarłego wykonanym przez łódzkiego rzeźbiarza Urbanowskiego w 1900 roku (Antoniego lub Józefa). Na cmentarzu w Uniejowie pochowano także: Teodora Zajączka (1838–1905) – obywatela ziemskiego i sędziego; rodzinę Wieniawa-Długosz – rolników i obywateli Uniejowa; Teofila Pieczyńskiego (zm. 1885) – oficera Wojsk Polskich, doktora medycyny praktykującego wiele lat we Francji, autora licznych publikacji, właściciela wsi Rożniatów koło Uniejowa oraz jego małżonkę Katarzynę Heloizę Pieczyńską z Hastier du Moussai (ur. w 1829 we Francji, zm. 1907 w Kaliszu). Pomnik Pieczyńskich wykonała firma Walicki i Ginter z Kalisza. Na cmentarzu znajduje się również wspólna mogiła 67 żołnierzy Wojska Polskiego, poległych w walce z Niemcami we wrześniu 1939 roku. Jest tam również grób zakładników – mieszkańców miasta – zabitych przez Niemców we wrześniu 1939 roku.
Przy drodze Uniejów – Dąbie znajduje się kaplica de Tollów, właścicieli Uniejowa od 1836 do 1914 roku, zrewitalizowana w 2022 roku dzięki budżetowi województwa Łódzkiego z programu „Łódzkie ratuje zabytki”.
Na terenie miasta i w jego okolicach znajduje się kilka bunkrów pochodzących z okresu II wojny światowej.

## Miasta partnerskie
W listopadzie 2019 miastami partnerskimi Uniejowa były:
- Gorki
- Krāslava
- Mórahalom
- Naftalan
- Sonkajärvi
- Szczyrk
- Truskawiec
- Ckaltubo
- Alatri
- Grindavik
- Turek